# 广西山梗菜
广西山梗菜（学名：Lobelia davidii var. kwangsiensis）为桔梗科半边莲属下的一个变种。

## 扩展阅读
- 維基物種上的相關：广西山梗菜